# Манавгат
 Це стаття про місто в Туреччині, про річку див. Манавгат (річка)

Манавґат (тур. Manavgat) — місто і район у Туреччині, знаходиться за 76 км від обласного центру Анталії.
Манавґат є третім за величиною містом області після Анталії і Аланії.

## Розташування
Манавґат розташований обабіч річки Манавґат у долині під тією ж назвою. Річка Манавґат живить своїми водами ці родючі землі. Водоспад та її дельта — найважливіше природне багатство цього місця.

## Історія
Місто було засноване в епоху сельджуків у 1329 році та мало ім'я Меласс (Карасу).
У 1472 році місто увійшло до складу Османської імперії. У XX столітті воно було включене в кордон округу Конія як волость міста Аланія.

## Пам'ятки
Головними визначними пам'ятками цього району є античне місто Сіде, водоспад Манавґат, Національний парк «Кеопрюлю каньйон», озеро Тітрєєнґєль, водосховище Оймапінар і руїни міста Селевкія.

## Греблі
На річці Манавґат споруджено дві греблі — Manavgat Barajı ve Hidroelektrik Santrali (1987) і Оймапінар (1984).